# Bill Bennett
Pour les articles homonymes, voir William Bennett.
William Richards Bennett dit Bill Bennet (14 avril 1932 à Kelowna (Colombie-Britannique), 3 décembre 2015 dans la même ville) est un homme politique canadien. Il a été premier ministre de la province canadienne de Colombie-Britannique de 1975 à 1986.

## Biographie
Né à Kelowna, il est le fils de l'ancien premier ministre W. A. C. Bennett, et à la suite de la démission de son père, Bill Bennett est élu le 7 septembre 1973 député à l'Assemblée législative de la Colombie-Britannique dans South Okanagan sous la bannière du Parti Crédit social de la Colombie-Britannique. Afin de le distinguer de son célèbre père, il était le plus souvent simplement appelé Bill Bennett. Pour décrire le jeune Bennett, certains médias l'ont aussi surnommé « Mini-Wac ».